# 수레바퀴고둥과
수레바퀴고둥과(Architectonicidae)는 바다 달팽이 상과의 하나이다. 비공식군 하이새류에 속하는 해양 복족류 연체동물이다. 수레바퀴고둥상과(Architectonicoidea)의 현존하는 유일한 과이다.

## 하위 분류
| - Adelphotectonica - Architectonica - Basisulcata - Discotectonica - Granosolarium - 수레바퀴고둥속 (Heliacus) | - Philippia - Pseudomalaxis - Pseudotorinia - Psilaxis - Solatisonax - Spirolaxis |